# Creștinarea popoarelor germanice

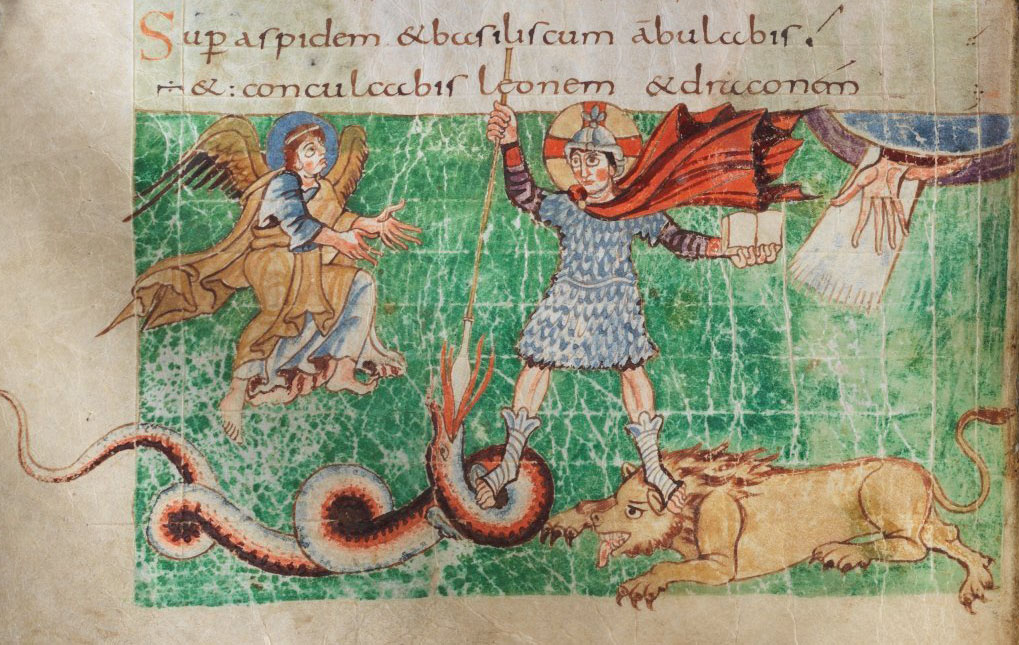
Un manuscris german din Evul Mediu.

Popoarele germanice au suferit un proces de creștinare ce a început în timpul Antichității târzi și s-a încheiat în timpul Evului Mediu. 

## Istorie

### Goții
În secolul al III-lea, goții, un popor germanic, au migrat de pe țărmurile Mării Baltice în estul și sud-estul Europei. Odată cu migrația lor ei au intrat în război cu Imperiul Roman creștin. În timpul războaielor cu romanii, goții au capturat mulți creștini pe care i-au ucis . 
În anul 341, preotul arian Ulfila a adus creștinismul printre goți, devenind primul episcop arian al goților. În anul 348, unul dintre regii goților a început să-i persecute pe goții convertiți la creștinism. Între anii 348-383 , Ulfila a tradus Biblia în limba goților, cea ce a dus la convertirea totală a goților la arianism.
Curând, sub influența goților și alte popoare germanice cum ar fi vandalii, burgunzii și longobarzii au acceptat arianismul. Între secolele VI-VII, toate aceste popoare menționate au renunțat la arianism și s-au convertit la romano-catolicism.

### Francii și alemanii
În secolul al-III-lea, francii au migrat în Galia (Franța de azi), iar în anul 498 sub regele Clovis au adoptat creștinismul. Francii au devenit protectorii Bisericii Romane și s-au angajat în lupta împotriva ereticilor arieni și a păgânilor.
Alemanii și ceilalți germanici din Europa Centrală au adoptat creștinismul între secolele VII-VIII, în urma eforturilor Sfântului Bonifaciu și a cuceririlor lui Carol cel Mare, împăratul francilor.

### Anglo-Saxonii
Creștinarea anglo-saxonilor a început în anul 597, odată cu venirea Sfântului Augustin în Anglia. Creștinismul a fost acceptat de regii și nobilii anglo-saxoni, apoi de populația ce s-a supus conduceri. Mulți preoți și călugări creștini au venit din Roma și au construit multe biserici și mănăstiri. 
În anul 686, Iutish, conducătorul ultimului regat anglo-saxon păgân, a fost ucis într-o luptă. Astfel, creștinismul a devenit religia oficială a Angliei.

### Scandinavii
Popoarele scandinave au fost ultimele popoare germanice rămase încă neconvertite la creștinism. Numeroși misionari germani au sosit de-a lungul timpului în Europa de Nord pentru a îi converti pe scandinavi. Cu toate acestea, deoarece scandinavii nu au acceptat de bună voie creștinismul, acesta a fost impus cu forța. În cele din urmă, abia între secolele XI-XII popoarele scandinave au devenit în totalitate creștine.